# Насас (река)
Насас (исп. Río Nazas) — река в Центральной Америке, протекающая по территории Мексики.
Общая протяженность реки составляет около 600 километров. Площадь её водосборного бассейна насчитывает 57 101 квадратный километр. Имеет несколько притоков. Исток находится в горной системе Сьерра-Мадре Западная, на высоте 2524 м. На реке построены два крупных водохранилища Ласаро-Карденас и Франсиско-Сарко, которые аккумулируют бо́льшую часть стока. Воды реки орошают площадь 71 906 км².

## Пересыхание
Река является важным источником воды для местных жителей. В результате её использования в сельском хозяйстве в районе города Торреон, подобно Аральскому морю превратилась в пустыню лагуна Майран, которую она питала и в которую она впадала; однако, при больших дождях, иногда река дотекает до лагуны, и лагуна заполняется водой, как это случилось в 1968, 1991, 2008 и 2016 годы.
В качестве координат устья справа указана точка конца видимого русла, в которой начиналась дельта реки.